# 64974 Savaria
A 64974 Savaria (ideiglenes jelöléssel 2002 AF11) egy kisbolygó a Naprendszerben. Sárneczky Krisztián és Heiner Zsuzsanna fedezte fel 2002. január 11-én.

## Felfedezése
A 2000 LS14 jelű kisbolygó újra felfedezésének céljából készített képeken három új kisbolygó is mutatkozott (a másik kettő a 111570 Ágasvár és a (151242) 2002 AH11).
Január 12-én és január 15-én is sikerült észlelni, valamint több amerikai obszervatórium felvételeire is rákerült. Ezután derült csak ki, hogy 2001. december 18-án és 21-én is észlelte LINEAR, de ettől függetlenül elfogadták a magyar csapatot a felfedezőnek. Március 5-én Piszkés-tetőről észlelték utoljára, de ekkora már négy, 1991-ig visszamenő felvételen sikerült beazonosítani. Hiába a sok észlelés, csak a 2003-as ismételt szembenállása után kapott sorszámot ez a Themis-családba tartozó aszteroida. Először Jankovics Istvánról szerették volna elnevezni, aki a 70-es évek végén három szupernóvát is felfedezett ugyanazzal a Schmidt-távcsővel, amivel ezt a kisbolygót is felfedezték, de 6589 Jankovich néven már létezett egy kisbolygó, így ezt a nevet elutasították. Így lett végül a kisbolygó neve Savaria (Szombathely római kori neve), mellyel a hazai csillagászat egyik központjának és a 100 éve elhunyt Gothard Jenőnek is emléket állítottak.